# Qualtrics
A Qualtrics é uma empresa americana de gestão de experiência, com sede em Seattle, Washington e Provo, Utah, nos Estados Unidos. A empresa foi fundada em 2002 por Scott M. Smith, Ryan Smith, Jared Smith e Stuart Orgill.
A Qualtrics oferece uma plataforma de software de assinatura baseada em nuvem para gerenciamento de experiência, lançada em março de 2017.
Em 11 de novembro de 2018, foi anunciado que a Qualtrics seria adquirida pela SAP por US$8 bilhões. A aquisição foi concluída em 23 de janeiro de 2019. Em 26 de julho de 2020, a SAP anunciou sua intenção de tornar a Qualtrics pública, e em 28 de janeiro de 2021, a Qualtrics começou a negociar na Nasdaq.

## História

### Financiamento e avaliação
Em 2012, a empresa recebeu um investimento de US$70 milhões da Sequoia Capital e Accel, Foi o maior investimento conjunto até hoje por essas duas empresas. Em setembro de 2014, as duas empresas retornaram ao financiamento da Série B, liderados pela Insight Partners no valor de US$150 milhões, um recorde para uma empresa com sede em Utah, e avaliando a empresa em US$1 bilhão.

### Solicitação de IPO
Em 19 de outubro de 2018, a Qualtrics apresentou sua declaração de registro S-1 com a intenção de arrecadar US$ 200 milhões por meio de uma oferta pública inicial (IPO) de suas ações Classe B. Na época, a empresa listou 9.000 clientes globais. A empresa deveria ser listada na bolsa NASDAQ sob o código "XM" em referência ao seu principal produto de gerenciamento de experiência, a Qualtrics XM Platform.

### Receita
A Qualtrics registrou receita de US$190,6 milhões em 2016 e US$289,9 milhões em 2017, representando um crescimento ano a ano de 52%. Em 2016, a empresa reportou um prejuízo líquido total de US$12 milhões com fluxo de caixa livre de US$3,4 milhões. Em 2017, registrou um lucro líquido de US$2,6 milhões com fluxo de caixa livre de US$21,3 milhões.

### Aquisição pela SAP SE
Em novembro de 2018, a SAP anunciou sua intenção de adquirir a Qualtrics. A SAP adquiriu todas as ações em circulação da Qualtrics por US$8 bilhões em um negócio em dinheiro. A SAP garantiu €7 bilhões em financiamento. Na época em que foi anunciada, a aquisição da Qualtrics foi a segunda maior compra da SAP de todos os tempos, atrás da aquisição de US$8,3 bilhões da empresa de gerenciamento de viagens e despesas Concur em 2014. A aquisição foi formalmente fechada em 23 de janeiro de 2019.

## Gestão da experiência
A Qualtrics lançou sua plataforma de gerenciamento de experiência em março de 2017. A gestão da experiência é a prática de projetar e melhorar produtos, serviços e experiências para empresas e outras organizações.

## Pesquisa
A análise estatística quantitativa realizada com a Qualtrics foi citada em vários periódicos profissionais e acadêmicos. A Qualtrics se tornou a primeira plataforma de gerenciamento de funcionários que mede as experiências dos funcionários por meio de métricas-chave alimentadas por inteligência preditiva. Os pesquisadores o usaram como uma ferramenta de pesquisa e o combinaram com o SPSS para analisar seus dados de pesquisa sobre experiências de funcionários e muitos outros tipos de dados de pesquisa.